# André Daguet

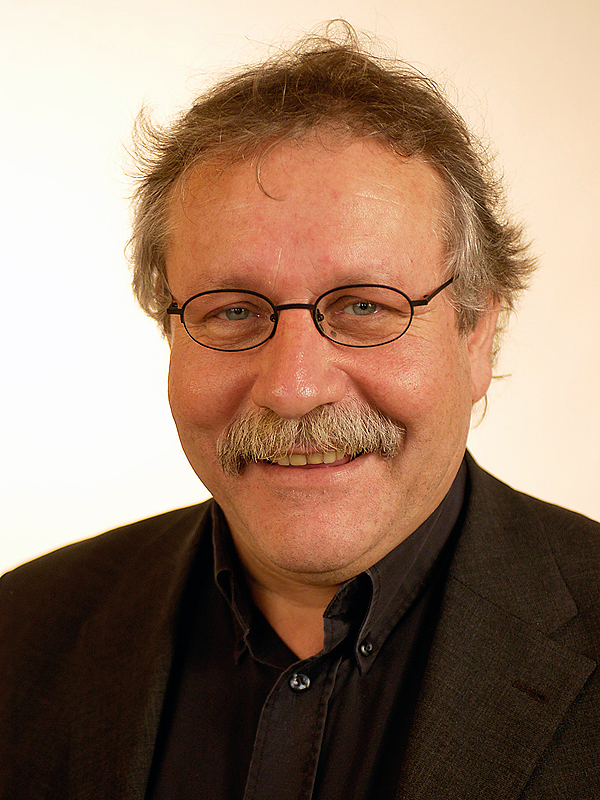
André Daguet

André Daguet (* 1. Juni 1947 in Lausanne; † 30. April 2015 in Bern, heimatberechtigt in Freiburg im Üechtland) war ein Schweizer Gewerkschafter und Politiker (SP).

## Ausbildung und Beruf
André Daguet studierte an der Universität Bern Soziologie und Politikwissenschaften und wurde danach Assistent am Seminar für öffentliches Recht der Universität Bern bei Richard Bäumlin. Von 1980 bis 1986 war er Zentralsekretär der Schweizer Sektion von Amnesty International. Bereits 1970 hatte er zu den Mitbegründern dieser Sektion gehört. 
Von November 1986 bis Dezember 1996 war er Generalsekretär der SP Schweiz, und bis zu seiner Pensionierung im Juli 2009 hauptberuflich Gewerkschafter. Von 1996 bis 2008 war er Geschäftsleitungsmitglied der Gewerkschaft Smuv und deren Nachfolgeorganisation Unia. Er gehörte zu den Baumeistern der Fusion der zwei Gewerkschaften GBI und Smuv, des grössten organisationspolitischen Projekts der schweizerischen Gewerkschaftsbewegung. Als Delegierter des Verwaltungsrates der Verlagsgesellschaft work AG war er Mitherausgeber der Gewerkschaftszeitung work.

## Nationalrat
Von den Wahlen 2003 bis zu seinem Rücktritt 2011 war Daguet Nationalrat. Als Ratsmitglied war er unter anderem Mitglied der Geschäftsprüfungskommission und der Kommission für Rechtsfragen sowie Präsident der Kommission für Begnadigungen und Zuständigkeitskonflikte und der Rehabilitierungskommission. Er engagierte sich für Anliegen des Umweltschutzes, für einen starken Sozialstaat sowie für eine gesellschaftliche Liberalisierung. Sehr kritisch stand er wirtschaftlichen Liberalisierungsbestrebungen, einer restriktiven Finanzpolitik, Forderungen nach mehr Recht und Ordnung und einer restriktiven Migrationspolitik gegenüber.
Daguet erlitt im Mai 2010 einen Herzstillstand, konnte aber erfolgreich wiederbelebt werden. Im Februar 2011 gab er seinen Rücktritt auf den 30. Mai 2011 bekannt. Er starb am 30. April 2015 in Bern im Alter von 67 Jahren an den Folgen der Nervenkrankheit ALS.